# تشلسي تشانغ
تشلسي تشانغ (بالإنجليزية: Chelsea Zhang)‏ هي ممثلة أمريكية، ولدت في 6 نوفمبر 1996 في بيتسبرغ في الولايات المتحدة.

## وصلات خارجية
- تشلسي تشانغ على موقع IMDb (الإنجليزية)
- تشلسي تشانغ على موقع ميتاكريتيك (الإنجليزية)
- تشلسي تشانغ على موقع روتن توميتوز (الإنجليزية)
- تشلسي تشانغ على موقع قاعدة بيانات الأفلام العربية
- تشلسي تشانغ على موقع ألو سيني (الفرنسية)
- تشلسي تشانغ على موقع أول موفي (الإنجليزية)
- تشلسي تشانغ على موقع قاعدة بيانات الفيلم (الإنجليزية)
- تشلسي تشانغ على موقع كينوبويسك (الروسية)